# Nicasius Grammaticus
Nicasius Grammaticus SJ (* um 1690 in Trient, Hochstift Trient; † 28. September 1736  in Regensburg) war ein Astronom.

## Leben
Als Jesuit wurde er in verschiedenen Ordenshäusern eingesetzt. Ab 1718 lehrte er Mathematik und Philosophie in Freiburg im Breisgau, von 1722 bis 1726 in Ingolstadt und 1728 und 1729 in Madrid. An allen diesen Orten machte er astronomische Beobachtungen und veröffentlichte mehrere astronomische Werke.

## Werke
- Methodus nova Solis et Lunae eclipsium in plano organice delineandarum. Freiburg 1720, 4°.
- Problema geographicum de longitudine locorum terrae peracum nauticam indigandam. Ingolstadt 1723, 4°.
- (mit Joseph Schreier SJ:) Exercitatio de Cometa anni 1723. Ingolstadt 1724, 4°.
- Planetolabium novum pro solis reliquorumque planetarum positu accurate designando. Ingolstadt 1725
- Uranophili e Soc. Jesu Tabulae lunares ex theoria et mensuris Isaaci Newtoni... Ingolstadt 1726, 4°
- Dissertatio astronomica de ratione corrigendi typos et calculos eclipsium Solis et Lunae, mapparumque geographicarum constructiones ab astronomis et geographis hactenus adhibitas, in hypothesi telluris sphaericae cum ista reapse sit figurae sphaeroidalis. Nürnberg und Ingolstadt 1743, 4°.; auch im Commercium litterarium astronomicum Nr. 12 abgedruckt. Grammaticus behauptete in dieser Schrift im Anschluss an Cassini, dass die Erde gegen die Pole zu verlängert sei.
- De vera epocha conditi et per Christum reparati orbis dissertatio. Ingolstadt 1734, 4°
- Dissertatio astronomica de Cometa annorum 1729 et 30. Tyrnau 1736, 12°
- Zusätze zur Neuausgabe von La Hires: Tabulae astronomicae Planetorum omnium, Ludovici XIV jussu et munificentia exaratae anno 1702 etc., Ingolstadt 1722, 4°.